# Carolus Wynckius
Carolus Wynckius (overleden te Parijs, 1583), in zijn eigen taal Karel Wyncke, Wijnck of Vincke, was een Vlaams geestelijke die een kroniek schreef over de geuzerij in het Westkwartier.

## Leven
Wynckius was een dominicaan met een licentiaat in de godgeleerdheid. In 1566, het jaar waarin de Beeldenstorm over het Westkwartier raasde, werd hij prior van het Ieperse predikherenklooster. Hij tekende de gebeurtenissen op in een kroniek die de jaren 1563-1568 beslaat. Zijn geschrift werd voortgezet en enigszins herschikt door Henricus de Myrica (Hendrik van der Heyden), dominicaan in het klooster van Sint-Winoksbergen.
In druk publiceerde Wynckius kerkhymnen in een tweetalige editie Latijn-Nederlands. Daarvoor had hij een prozavertaling gemaakt die door de Poperingse rederijker Ghileyn de Coninck op vers was gezet. Het werk verscheen te Gent, maar in het voorwoord gaf de auteur aan dat hij vanwege de godsdiensttroebelen in Frankrijk was gaan wonen.
Hij overleed te Parijs in 1583 op hoge leeftijd, zoals kan worden afgeleid uit een brief van 1566 waarin hij zijn correspondent herinnert aan hun studies dertig jaar eerder onder Petrus Megangus (Pieter Meganch).

## Publicaties
- De christianæ militiæ disciplina libellus, Leuven, 1562
- Geusianismus Flandriae occidentalis, 1563-1568
- Himni, quorum usus est in ecclesiastico Dei cultu, una cum aliquot praeclaris canticis, prosis & orationibus, Gent, 1573

## Uitgave
De door Myrica gecontinueerde kroniek van Wynckius is in 1841 uitgegeven op basis van het handschrift in het Fonds Goethals-Vercruysse:
- Ferdinand Van de Putte (ed.), Histoire des Gueux-des-Bois écrite par Charles Wynckius, 1841